# Alibaba Cloud
Aliyun ou Nuvem Alibaba é uma subsidiária do Grupo Alibaba voltada para o mercado de computação em nuvem.
Na China, atualmente, ela é a líder do mercado de computação em nuvem.

## Ligacões externas
- Alibaba Cloud International
- Alibaba Cloud China